# Прескотт, Брейдис
Брейдис Прескотт (англ. Breidis Prescott; род. 3 мая 1983 года, Барранкилья, Колумбия) — колумбийский боксёр-профессионал, выступающий в полусредней весовой категории (до 66,6 кг).

## Профессиональная карьера
На профессиональном ринге Брейдис дебютировал в 2005 году во второй лёгкой весовой категории. В девятом поединке завоевал титул чемпиона Колумбии. Дважды защитил его а затем завоевал латиноамериканский титул WBC FECARBOX.
В сентябре 2007 года нокаутировал непобеждённого соотечественника Хосе Аугустино Фейра.
27 июня 2008 года раздельным решением судей победил по очкам не имеющего поражений будущего чемпиона мира, кубинца Ричарда Абриля.
В следующем поединке, 6 сентября 2008 года совершил сенсацию, нокаутировал в первом раунде непобеждённого британского проспекта, Амира Хана (18-0).
Через год потерпел первое поражение, проиграл раздельным решением судей мексиканскому боксёру Мигелю Васкесу.
В 2011 году потерпел первое досрочное поражение. Проиграл нокаутом в 10-м раунде американскому боксёру Майку Альварадо.
В 2013 году проиграл по очкам Теренсу Кроуфорду.
После поражения от Кроуфорда перешел в полусредний вес.
В 2014 году проиграл судейским решением мексиканскому боксеру Роберту Гарсии.
В 2015 году раздельным судейским решением уступил молодому американскому проспекту Фредрику Лоусону.

## Таблица боёв
В таблице перечислены результаты всех поединков боксёров.
В каждой строке указан результат поединка. Дополнительно номер поединка обозначен цветом, который обозначает итог поединка. Расшифровка обозначений и цветов представлена в нижеследующей таблице.
| Пример | Расшифровка                     |
| ------ | ------------------------------- |
|        | Победа                          |
|        | Ничья                           |
|        | Поражение                       |
|        | Планируемый поединок            |
|        | Поединок признан несостоявшимся |
| КО     | Нокаут                          |
| ТКО    | Технический нокаут              |
| PTS    | Решение судей (по очкам)        |
| UD     | Единогласное решение судей      |
| MD     | Решение большинства судей       |
| SD     | Раздельное решение судей        |
| RTD    | Отказ от продолжения боя        |
| DQ     | Дисквалификация                 |
| NC     | Поединок признан несостоявшимся |

| Результат | Соперник                | Показатели соперника | Тип | Раунд, Время  | Дата             | Место боя                                | Комментарии                                                                                                   |
| --------- | ----------------------- | -------------------- | --- | ------------- | ---------------- | ---------------------------------------- | --- |
| 31-16     | Брайант Перрелла        | 15-2                 | UD  | 8             | 23 февраля 2019  | Миннеаполис, США                         | 73-79, 74-78, 73-79.                                                                                          |
| 31-15     | Деррик Куевас           | 18-0-1               | UD  | 10            | 30 ноября 2018   | Голливуд, США                            | |
| 31-14     | Сабриэль Матиас         | 10-0                 | TKO | 4 (10), 0:36  | 18 августа 2018  | Фахардо, Пуэрто-Рико                     | 27-29, 26-30, 27-29.                                                                                          |
| 31-13     | Райан Мартин            | 21-0                 | UD  | 8             | 5 мая 2018       | Карсон (Калифорния), США                 | 71-79, 71-79, 73-77.                                                                                          |
| 31-12     | Сегундо Эррера          | 8-31-3               | UD  | 8             | 6 апреля 2018    | Пуэрто, Колумбия                         | 80-72, 79-73, 79-73.                                                                                          |
| 30-12     | Марселино Николас Лопес | 33-2-1               | KO  | 5 (8)         | 27 января 2018   | Инглвуд (Калифорния), США                | Прескотт дважды в нокдауне в 5-м раунде.                                                                      |
| 30-11     | Рэй Робинсон            | 23-2                 | TD  | 7 (10)        | 30 июня 2017     | Атлантик-Сити, США                       | Прескотт не смог продолжить бой из-за столкновения головами.                                                  |
| 30-10     | Александр Беспутин      | 6-0                  | UD  | 8             | 22 апреля 2017   | Стабхаб Сентер, Карсон (Калифорния), США | Счёт: 71-80 (трижды). Прескотт в нокдауне в 7 раунде.                                                         |
| 30-9      | Дмитрий Михайленко      | 21-1                 | TKO | 7 (12)        | 18 ноября 2016   | ДИВС, Екатеринбург, Россия               | Бой за титул временного чемпиона WBC Silver.                                                                  |
| 30-8      | Мигель Анхель Суарес    | 5-36                 | TKO | 6 (8), 1:02   | 22 октября 2016  | Пальмар Де Варела, Колумбия              | |
| 29-8      | Леван Гвамичава         | 16-2-1               | TKO | 7 (10), 2:37  | 12 июля 2016     | Ницца, Калифорния, США                   | Прескотт в нокдауне в 7-м раунде.                                                                             |
| 29-7      | Клаудинеи Ласерда       | 17-12-1              | UD  | 8             | 7 ноября 2015    | Майами, США                              | 79-72 78-73 80-71.                                                                                            |
| 28-7      | Кендри Гальбан          | 0-7-1                | RTD | 2 (6)         | 18 июля 2015     | Барранкилья, Колумбия                    | |
| 27-7      | Фредрик Лоусон          | 23-0                 | SD  | 10            | 26 марта 2015    | Хайалиа, США                             | 94-95, 94-95, 96-93, Прейскотт в нокдауне в 3-м раунде.                                                       |
| 27-6      | Роберто Гарсия          | 35-3                 | UD  | 10            | 25 июля 2014     | Чикаго, США                              | 92-96, 94-96, 93-96, Гарсия в нокдауне в 9-м раунде.                                                          |
| 27-5      | Эдинсон Гарсия          | 23-16                | UD  | 10            | 28 сентября 2013 | Пуэрто-Коломбия, Колумбия                | 98-92, 98-92, 99-91.                                                                                          |
| 26-5      | Теренс Кроуфорд         | 19-0                 | UD  | 10            | 30 марта 2013    | Лас-Вегас, США                           | 90-100, 91-99, 93-97.                                                                                         |
| 26-4      | Франсиско Фигероа       | 20-4-1               | UD  | 8             | 18 августа 2012  | Майами, США                              | |
| 25-4      | Джоэль Кассиани         | 6-9-1                | KO  | 3 (8), 0:52   | 27 января 2012   | Пуэрто-Коломбия, Колумбия                | |
| 24-4      | Майк Альварадо          | 31-0                 | TKO | 10 (10), 1:53 | 12 ноября 2011   | Лас-Вегас, США                           | Бой за титул IBF Latino в первом полусреднем весе. Прескотт в нокдауне в 10 раунде.                           |
| 24-3      | Пол Макклоски           | 22-1                 | UD  | 12            | 10 сентября 2011 | Белфаст, Северная Ирландия               | 113-114, 113-115, 113-114. Претендентский бой WBA в первом полусреднем весе. Макклоски в нокдауне в 1 раунде. |
| 24-2      | Баян Жаргал             | 15-1-3               | UD  | 10            | 22 апреля 2011   | Анкасвилл, США                           | 100-90, 99-90, 99-91.                                                                                         |
| 23-2      | Харрисон Куэльо         | 19-12-3              | UD  | 10            | 6 августа 2010   | Чикаго, США                              | 98-91, 99-90, 99-90. Куэльо в нокдауне в девятом раунде.                                                      |
| 23-2      | Джейсон Дэвис           | 11-6-1               | TKO | 3 (8), 1:11   | 15 мая 2010      | Нью-Йорк, США                            | |
| 22-2      | Кевин Митчелл           | 29-0                 | UD  | 12            | 5 декабря 2009   | Ньюкасл-апон-Тайн, Англия                | 111-118, 111-117, 110-119. Бой за вакантный титул WBO Inter-Continental в лёгком весе.                        |
| 22-1      | Мигель Васкес           | 24-3                 | SD  | 10            | 17 июля 2009     | Лас-Вегас, США                           | 97-92, 94-95, 93-96. Васкес в нокдауне в первом раунде.                                                       |
| 22-0      | Умберто Толедо          | 33-5-2               | DQ  | 10 (10), 1:59 | 20 февраля 2009  | Форт-Лодердейл, Флорида, США             | Толедо дисквалифицирован за укус в плечо.                                                                     |
| 21-0      | Амир Хан                | 18-0                 | TKO | 1 (12), 0:54  | 6 сентября 2008  | Манчестер, Англия                        | Выиграл титул WBO Inter-Continental в лёгком весе.                                                            |
| 20-0      | Ричард Абриль           | 10-0-1               | SD  | (10)          | 27 июня 2008     | Форт-Лодердейл, Флорида, США             | |